# Dora Werzberg
Dora Werzberg, también conocida como Dora Amelan (Estrasburgo, 5 de septiembre de 1920 - 1 de abril de 2020), fue una enfermera y trabajadora social francesa. En 1942, rescató a niños judíos a través de Œuvre de secours aux enfants (OSE). Trabajó en el Campo de Rivesaltes y el campo de internamiento de Gurs, y cuidó a niños que habían sobrevivido a los campos de concentración nazis. 

## Biografía
Nació en Estrasburgo, hija de Karl Werzberg y Gisèla Blum, que eran emigrantes judíos de Polonia. La familia se mudó a Amberes cuando Werzberg tenía diez años donde quedó hasta la muerte de su madre y la invasión de Bélgica por parte de la Alemania nazi. Luego se unió a un movimiento juvenil sionista. Tenía dos hermanas, Manda, quien murió de sepsis en 1942, y Simone Ben David, quien murió en Israel a los ochenta y seis años. Sus primos incluyeron a Georges Loinger y Marcel Marceau. Fue al Kommandantur alemán para obtener documentos para huir al sur de Francia. Su padre no pudo obtener los papeles, pero huyó a la zone libre ilegalmente. Los Werzbergs se establecieron en Limoges, donde se encontraba su familia extendida.
Werzberg trabajó como trabajadora social desde 1942 para la OSE, el Campo de Trabajo de Rivesaltes,  rescatando niños judíos y, más tarde en el campo de internamiento de Gurs hasta su cierre en noviembre de 1943. Su labor fue la de proporcionar alimentación a los presos, entre otras tareas sociales. En julio de 1942 los nazis habían dedicido la «Solución final» para los judíos recluidos en los campos de concentración en Francia. Tras negociar con René Bousqued acordaron deportar a los judíos franceses. Los planes para la deportación mediante trenes fueron interceptados por Vivette Samuel, el doctor Malkin, Dora Amelan y el sacerdote Dumas. El 3 de agosto se habían acordonado los campos de Riversaltes y el 11 de agosto partió el primer convoy hacia el campo de exterminio. La labor de la OSE fue revisar cada caso aplicando las exenciones que el gobierno de Vichy había permitido para los mayores de sesenta años y los menores de dieciocho que no estuviesen a cargo de un adulto, entre otros. Del primer convoy de 593 personas, se lograron extraer 193. Muchos de los niños fueron liberados, aunque fueron internados en centros llamados «vacacionales». Un centenar de estos menores estuvieron al cargo de Dora Amelan en uno de los centros, llegó a contraer tifus en su esfuerzo por procurar alimentos y cuidados a los menores a su cargo, dadas las condiciones de vida. Un centenar de estos niños fueron salvados de ser deportados. La OSE y otras asociaciones judías ayudaron a miles de judíos presos finalizada la guerra, Dora Amelan se encargó del cuidado de los niños supervivientes de los campos de exterminio alemanes.
En 2016 Bill T. Jones junto con la compañía de danza Arnie Zane, y la Peak Performances junto con la Universidad Estatal de Montclair; Analogía / Dora: Tramontane, donde una fusión de danza y teatro en directo se narra la vida de Dora Amelan y su papel en Vichy (Francia). La obra forma parte de Analogy Trilogy, que presenta historias de tradición oral inspiradas en la obra Los emigrantes publicada por el escritor alemán W.G. Sebald, la primera de ellas es la de Dora Werzberg.
Su fallecimiento fue anunciado a primeros del mes del abril de 2020 a causa de complicaciones derivadas de la enfermedad COVID-19.

## Distinción
- Caballero de la Legión de Honor (2016)[11]